# 赫里皮夫卡
51°52′4″N 31°37′25″E / 51.86778°N 31.62361°E
赫里皮夫卡（烏克蘭語：Хрипівка），是烏克蘭北部的村莊，隸屬切爾尼希夫州的切爾尼希夫區。該村始建於1611年，面積3.28平方公里，海拔高度134米，2023年人口476，人口密度每平方公里210人。